# Mathias Vierke
Mathias Vierke (* 11. Oktober 1958 in Leipzig) ist ein ehemaliger deutscher Radrennfahrer und DDR-Meister im Radsport.

## Sportliche Laufbahn
Vierke begann bei der SSG Holzhausen mit dem Radsport, wurde im November 1973 Mitglied des ASK Vorwärts Frankfurt an der Oder.
Im Jugendbereich konnte er bereits einen Meistertitel im Mannschaftszeitfahren gewinnen. Bei der Kinder- und Jugendspartakiade 1975 gewann er das Straßeneinzelrennen. In der Männerklasse wurde er 1978 (mit Ulrich Borrmann, Detlef Kletzin und Thilo Fuhrmann) und 1979 (mit Falk Boden, André Kluge und Volker Schondau) erneut DDR-Meister mit seinem Verein. 1980 und 1982 wurde er mit seinem Team jeweils Vize-Meister. 1976 war er 7. bei den UCI-Straßenweltmeisterschaften der Junioren. 1976 bis 1983 gehörte er der DDR-Nationalmannschaft an, kam aber bei der Internationalen Friedensfahrt und den UCI-Straßenweltmeisterschaften nicht zum Einsatz, obwohl er mehrfach zum Kandidatenkreis gehörte. Ein Grund dafür war auch, dass er sich weigerte, Mitglied der SED zu werden, was zur damaligen Zeit von Spitzenathleten der DDR erwartet wurde.
Vierke startete mehrfach bei Landesrundfahrten der Amateure, so in Bulgarien, Polen, der Slowakei, der Türkei und sieben Mal bei der DDR-Rundfahrt (bei einem Etappensieg). Bei letzterem Rennen war Platz 13 1979 sein bestes Ergebnis. International ragte Platz 4 bei der Polen-Rundfahrt 1983 heraus, bei der er eine Etappe gewann. Mit seinem Gesamtsieg beim „Großen Preis der sozialistischen Länder“ 1979, der in mehreren Straßenrennen ausgefahren wurde, gelang ihm ein größerer Erfolg im Straßeneinzelrennen. 1984 beendete er seine Karriere, auch aus privaten Gründen, da er mehr Zeit für seine Familie haben wollte.

## Berufliches
Mathias Vierke absolvierte eine Ausbildung zum Kraftfahrzeugschlosser. Nach Beendigung seiner Laufbahn arbeitet er als Selbständiger im Dienstleistungsgewerbe in seiner Heimatstadt Leipzig.